# Список офисно-жилых и деловых кварталов Таллина

Список офисно-жилых и деловых кварталов Таллина представляет собой перечень кварталов столицы Эстонии — города Таллина, созданных и создаваемых в XXI веке на территории бывших крупных промышленных предприятий, исторических кварталов и портов города, и имеющих большое культурное, историческое или экономическое значение. Во многих из этих кварталов расположены здания и сооружения, внесённые в Регистр памятников культуры Эстонии как памятники архитектуры и памятники техники. За реконструкцию некоторых исторических строений на территории кварталов и ландшафтный дизайн их авторы стали номинантами или лауреатами национальных и международных премий в области архитектуры; несколько новых зданий в этих кварталах получили сертификаты LEED.   
| Изображение | Название квартала      | Оригинальное название квартала          | Район города, координаты                      | Исторический объект | Год основания истори- ческого объекта | Год основания квартала | Главные улицы                                                | Застройщики, строители                                             |
| ----------- | ---------------------- | --------------------------------------- | --------------------------------------------- | --- | ------------------------------------- | ---------------------- | ------------------------------------------------------------ | ------------------------------------------------------------------ |
|             | Квартал «Артер»        | эст. Arteri kvartal                     | Кесклинн 59°25′47″ с. ш. 24°45′32″ в. д.      | Прудовая мельница | XIII век                              | 2023                   | Улица Вески, улица Лийвалайа, улица Юхкентали                | Kapitel                                                            |
|             | Квартал «Балтика»      | эст. Baltika kvartal                    | Кесклинн 59°25′27″ с. ш. 24°44′57″ в. д.      | Таллинское производственное швейное объединение «Балтика»                                                                | 1928                                  | 2008                   | Улица Веэренни                                               | Baltika TP OÜ, Kawe AS                                             |
|             | Квартал «Вольта»       | эст. Volta kvartal                      | Пыхья-Таллинн 59°26′56″ с. ш. 24°43′24″ в. д. | Завод «Вольта» | 1899                                  | 2010                   | Улица Тёэстузе, улица Уус-Вольта                             | Endover, Metropoli Ehitus                                          |
|             | Квартал «Ильмарине»    | эст. Ilmarise kvartal                   | Пыхья-Таллинн 59°26′40″ с. ш. 24°44′50″ в. д. | Завод «Ф. Виганд» / Завод «Ильмарине»                                                                                    | 1859                                  | 2000                   | Бульвар Пыхья, улица Суур-Патарей, улица Яху                 | Pro Kapital Grupp                                                  |
|             | Квартал «Каларанна»    | эст. Kalaranna                          | Пыхья-Таллинн 59°26′51″ с. ш. 24°44′52″ в. д. | Рыбная гавань (Каларанд)                                                                                                 | 1924                                  | 2021                   | Улица Каларанна                                              | Pro Kapital Grupp                                                  |
|             | Квартал Крулля         | эст. Krulli kvartal                     | Пыхья-Таллинн 59°26′49″ с. ш. 24°43′23″ в. д. | Завод «Франц Крулль» / Таллинский машиностроительный завод                                                               | 1875                                  | 2021                   | Улица Вольта, улица Копли                                    | Invego, Krulli Kvartal AS                                          |
|             | Квартал Лютера         | эст. Lutheri kvartal                    | Кесклинн 59°25′24″ с. ш. 24°44′42″ в. д.      | Фанерно-мебельная фабрика А. М. Лютера / Таллинский фанерно-мебельный комбинат                                           | 1877                                  | 2006                   | Улица Вана-Лыуна, улица Винеэри, улица Лутери                | OÜ Grove Invest, AS Nordecon Ehitus, Paasik OÜ, Triple Net Capital |
|             | Квартал «Маакри»       | эст. Maakri kvartal                     | Кесклинн 59°25′58″ с. ш. 24°45′35″ в. д.      | Таллинская бумажная фабрика, Кожевенная и обувная фабрика «Унион»                                                        | 1877                                  | 2003                   | Улица Маакри, бульвар Рявала                                 | Maakri Holding AS                                                  |
|             | Квартал «Мануфактуури» | эст. Manufaktuuri kvartal               | Пыхья-Таллинн 59°26′55″ с. ш. 24°42′11″ в. д. | Хлопчатобумажный комбинат «Балтийская мануфактура»                                                                       | 1898                                  | 2009                   | Улица Мануфактуури                                           | Hepsor AS                                                          |
|             | Квартал «Ноблесснер»   | эст. Noblessneri kvartal                | Пыхья-Таллинн 59°27′06″ с. ш. 24°43′40″ в. д. | Судостроительный завод «Ноблесснер» / Таллинский морской завод                                                           | 1912                                  | 2014                   | Улица Пеэтри, улица Стаапли                                  | BLRT Grupp, Merko Ehitus                                           |
|             | Квартал «Паавли»       | эст. Paavli kvartal                     | Пыхья-Таллинн 59°26′56″ с. ш. 24°42′33″ в. д. | 773-й завод аппаратуры связи (в/ч 31291, оборонная промышленность СССР)                                                  | 19                                    | 2000                   | Улица Паавли                                                 | Paavli Kvartal OÜ, Paavli Kinnisvara OÜ                            |
|             | Квартал «Порто Франко» | эст. Porto Franco                       | Пыхья-Таллинн 59°26′28″ с. ш. 24°45′25″ в. д. | Адмиралтейские мастерские / Таллинский судоремонтный завод                                                               | 1714                                  | 2015                   | Улица Ахтри, улица Кай, улица Лаэва, улица Садама            | Porto Franco OÜ, Nordecon AS                                       |
|             | Квартал Ротерманна     | эст. Rotermanni kvartal                 | Кесклинн 59°26′19″ с. ш. 24°45′22″ в. д.      | «Заводы Ротерманна» | 1829                                  | 2001                   | Улица Ротерманни, улица Розени                               | Rotermann City                                                     |
|             | Квартал «Теллискиви»   | эст. Telliskivi kvartal, Telliskivi TLN | Пыхья-Таллинн 59°26′28″ с. ш. 24°43′52″ в. д. | Главные железнодорожные мастерские Балтийской железной дороги / Таллинский электротехнический завод имени М. И. Калинина | 1870                                  | 2007                   | Улица Теллискиви, улица Рейсияте                             | Telliskivi TLN                                                     |
|             | Квартал «Парк Тонди»   | эст. Tondi Park                         | Кристийне 59°24′22″ с. ш. 24°43′20″ в. д.     | Военный городок Дунтен                                                                                                   | 1910                                  | 2009                   | Улица Тонди, улица А. Х. Таммсааре, улица Сыякооли           | US Real Estate                                                     |
|             | Квартал «Уус-Веэренни» | эст. Uus-Veerenni kvartal               | Кесклинн 59°25′21″ с. ш. 24°44′56″ в. д.      | Таллинский фанерно-мебельный комбинат                                                                                    | 1940                                  | 2020                   | Улица Веэренни, улица Пилле                                  | Merko Ehitus                                                       |
|             | Квартал «Фале»         | эст. Fahle Park                         | Кесклинн 59°25′34″ с. ш. 24°46′48″ в. д.      | «Северные целлюлозно-бумажные фабрики» / Таллинский целлюлозно-бумажный комбинат имени В. Кингисеппа                     | 1838                                  | 2018                   | Улица Мазина, Тартуское шоссе                                | Fausto Capital, Verston Ehitus                                     |
|             | Юлемисте Сити          | эст. Ülemiste City                      | Ласнамяэ 59°25′17″ с. ш. 24°48′06″ в. д.      | Завод «Двигатель» | 1899                                  | 2005                   | Улица Валукоя, улица Лыытса, улица Суур-Сыямяэ, улица Сепизе | Mainor Ülemiste AS, Technopolis Ülemiste AS                        |